# Woodsville (Nuevo Hampshire)
Woodsville es un lugar designado por el censo ubicado en el condado de Grafton en el estado estadounidense de Nuevo Hampshire. En el Censo de 2010 tenía una población de 1.126 habitantes y una densidad poblacional de 481,99 personas por km².

## Geografía
Woodsville se encuentra ubicado en las coordenadas 44°8′40″N 72°1′46″O / 44.14444, -72.02944. Según la Oficina del Censo de los Estados Unidos, Woodsville tiene una superficie total de 2.34 km², de la cual 2.28 km² corresponden a tierra firme y (2.22%) 0.05 km² es agua.

## Demografía
Según el censo de 2010, había 1.126 personas residiendo en Woodsville. La densidad de población era de 481,99 hab./km². De los 1.126 habitantes, Woodsville estaba compuesto por el 96.54% blancos, el 0.18% eran afroamericanos, el 0.53% eran amerindios, el 1.51% eran asiáticos, el 0.09% eran isleños del Pacífico, el 0.27% eran de otras razas y el 0.89% pertenecían a dos o más razas. Del total de la población el 1.15% eran hispanos o latinos de cualquier raza.